# そのまま!
『そのまま!』は、NHK教育テレビジョンの「芸術劇場」枠で放送されたスタジオ演劇。
放送日は2005年5月8日（日）で、22:30 - 24:15の1時間45分。
同年7月30日（土）の深夜には、NHK総合で再放送された。

## 概要
東京近郊の架空の地方競馬場である、川井競馬場が舞台。
競馬に夢を託す予想屋（屋号は「グッドラック」）とその娘、借金を抱えた出版社社長らの数日間の話。
テーマは、親父たちが臨む「人生の敗者復活戦」。

## キャスト
- ベンガル： 石橋照男（54）

予想屋歴30余年。
- 愛華みれ： 石橋美紀[1][3]

照男の一人娘。仕事で「競馬場の存続に関するリサーチ」にやってきた。
- 小田茜： 牧チエミ[4]

美紀の部下で、一緒に競馬場にやってきた。リサーチとバレないよう、ギャル風のファッション。
- 佐野瑞樹： 成田修二

照男が破門した弟子。
- 山本學： 立花敏之（60）

健康雑誌「壮健」を扱う出版社（倒産寸前）の社長。
- 大島さと子

立花の出版社の社員。
- 小宮孝泰： ライバルの予想屋。
- 渋谷哲平： 常連客。
- 坂本あきら： 常連客。

## スタッフ
- 作： 水谷龍二
- 演出： 兼歳正英
- 撮影協力： 神奈川県川崎競馬組合
- 地方競馬指導： 大月隆寛
- 競馬予想指導： 佐々木洋祐、吉冨隆安
- 体操指導：太藻ゆみこ
- 医事指導：中村毅志夫

3月29・30日、NHK 105スタジオで収録。

## 舞台化
2008年には、北千住のシアター1010 などで、キャスト・役名・年齢設定などを一部変更して、舞台化された。
- 脚本： 水谷龍二
- 演出： 加納新平
- ベンガル： 石橋照男（56）　-　予想屋「グッドラック」
- 藤谷美紀： 石橋理恵（28）　-　プログラマー
- 山田まりや： 牧チエミ（23）　-　理恵の部下
- 大沢健： 成田修二（26）　-　照男が破門した弟子（ホスト風）
- 上杉祥三： 立花敏之（53）　-　健康雑誌出版社社長
- 星奈優里： 原田陽子（39）　-　立花の出版社の編集長
- 小宮孝泰： 酒井亮（45）　-　予想屋「海賊船」
- でんでん： 大村泰造（57）　-　飲み屋「羽衣」の主人
- 三田村賢二： 眞山祥太郎（65）　-　元・厩務員
- 山本ふじこ： 中村豊子　-　「羽衣」の従業員
- うえだ峻： 瀬川　-　年金暮らしの常連客
- 鹿島信哉： 徳永
- 堀本能礼： 若い男A
- 山地健仁： 若い男B

### 注
1. ↑  主演のベンガル、水谷作品の常連の小宮孝泰のみが、舞台版に続投。
2. ↑  照男の娘の役名が、石橋美紀→石橋理恵。